# 한일의원연맹
한일의원연맹(韓日議員聯盟, 일본어: 日韓議員連盟)은 한국과 일본 양국의 발전 지원과 우호를 목적으로 1972년 설립되었다. 2022년 7월 한국측은 정진석 의원이 회장으로 선출되었으며 180여 명 의원이 한일의원연맹 소속으로 있다. 일본측 회장은 일본 자민당 중의원 의원 스가 요시히데이며, 중의원 의원 230여 명과 참의원 90여 명이 소속되어 있다.

## 한국 측 역대 회장
- 취임 당시 직위 표기

- 1976년 8월 김종필 (민주공화당 의장)
- 1980년 2월 정일권 (민주공화당 총재 상임고문)
- 1980년 11월 박태준 (국가보위입법회의 경제위원회 위원장)
- 1981년 4월 이재형 (민주정의당 상임고문)
- 1985년 4월 권익현 (민주정의당 상임고문)
- 1988년 9월 박태준 (민주정의당 의원)
- 1993년 2월 김재순 (민주자유당 상임고문)
- 1993년 4월 김윤환 (민주자유당 당무위원)
- 1998년 12월 박태준 (자유민주연합 총재)
- 2000년 7월 김종필 (자유민주연합 명예총재)
- 2004년 7월 문희상 (열린우리당 상임고문)
- 2008년 11월 이상득 (국회 부의장)
- 2012년 11월 황우여 (새누리당 대표)
- 2014년 10월 서청원 (새누리당 최고위원)
- 2016년 2월 김태환 (새누리당 의원, 국회 후반기 정무위원)
- 2016년 7월 서청원 (새누리당 의원)
- 2017년 6월 강창일 (더불어민주당 의원)
- 2020년 10월 김진표 (더불어민주당 의원)
- 2022년 7월 정진석 (국민의힘 의원)
- 2024년 7월 주호영 (국민의힘 의원)

## 일본 측 역대 회장
- 취임 당시 직위 표기
- 1975년 5월 후나키 나카 (자민당 고문)
- 1975년 5월 가스가 잇코 (민주사회당 고문)
- 1981년 6월 야스이 겐 (자유민주당 최고 고문)
- 1986년 8월 후쿠다 다케오 (자유민주당 최고 고문)
- 1990년 4월 다케시타 노보루 (자유민주당 최고 고문)
- 2000년 9월 이토 소이치로 (일본 중의원 의장)
- 2001년 11월 모리 요시로 (전 내각총리대신)
- 2010년 6월 와타나베 고조 (민주당 최고 고문)
- 2013년 1월 누카가 후쿠시로 (자유민주당 의원)
- 2023년 3월 스가 요시히데 (자유민주당 의원)

## 역사
- 1971년 11월 16일 일본과 조선민주주의인민공화국이 양측 의원 협력 단체인 '일조우호촉진의원연맹'이 출범
- 1972년 3월 일본을 방문한 대한민국 국회 의원 13명과 자유민주당 의원 48명이 모임을 결성하기로 합의
- 1972년 5월 서울에서 '한일 의원 간친회' 창립 총회를 개최하여 한국의 이병희 의원과 일본의 우노 무네스키 의원이 간사로 선출됨
- 1975년 도쿄에서 열린 제4차 총회에서 '한일 의원 간친회'를 발전적으로 해체하고 '한일의원연맹'으로 확대
- 1975년 5월 23일 한국과 일본 양국 의원의 협력과 친목, 교류 증진을 도모하기 위해 '한일의원연맹'이 확대 출범
- 2016년 현재 한국 측 140명, 일본 측 300명 참가

## 산하 기관
- 합동 간사회 - 총회의 시기, 일정, 의제 결정
- 안보 외교 위원회
- 경제 과학 기술 위원회
- 사회 문화 위원회
- 재일 동포 (일본 측의 재한동포) 법적 위원회
- 미래 위원회

## 같이 보기
- 일화의원간담회
- 조일우호의원연맹(日朝友好議員連盟)
- 조일국교정상화추진의원연맹(日朝国交正常化推進議員連盟)
- 일제강점기#입법 행정